# ベニツケダコ
ベニツケダコ（学名: Amphioctopus mototi）は、マダコ科に分類されるタコの一種。
南太平洋に分布し、縞模様と腕の付け根の眼状紋が特徴である。

## 名称
ラパ島では「fe'e mototi (毒のタコ)」と呼ばれており、「fe'e」はタコ、「mototi」は毒を意味する。種小名はこの呼び名に由来する。

## 分布と生息地
日本からオーストラリアまで、南太平洋の温暖な海域に広く分布する。日本では南西諸島や八丈島から記録があるが、捕獲されることは稀である。オーストラリアではクイーンズランド州から珊瑚海まで分布する。浅瀬から水深50mまでのサンゴ礁、砂地に生息する。沖縄では水深150-200mの深海から記録されている。

## 形態
最大全長32cmの中型種。腕の付け根には黒色の斑紋があり、青色の輪が重なる。両眼の上には円形の暗色斑が複数ある。体色は褐色で、6本の暗褐色の縦縞がある。興奮時には体色が白色に変化し、縦縞がはっきりと表れる。体の派手な模様は、咬毒を持つ事を知らせる警戒色とされる。

## 生態
貝類やヤドカリを獲物としており、貝殻に穴を開けて毒を注入し、麻痺した獲物を捕食する。小さな卵を大量に産み、幼生はプランクトンである。